# Affori (cognome)
Affori è un cognome di lingua italiana.

## Varianti
Il cognome non presenta varianti.

## Origine e diffusione
Cognome tipicamente lombardo, è presente prevalentemente nel milanese.
Potrebbe derivare dal toponimo Affori, un tempo centro abitato a sé stante, oggi quartiere di Milano.